# Anthony Portier
Anthony Portier (Oostende, 1 juni 1982) is een Belgische voetballer.
Hij begon te voetballen bij Gold Star Middelkerke. Toen hij twaalf was werd hij op een internationaal paastoernooi opgemerkt door de scouts van KV Oostende. Op zijn zestiende mocht hij voor het eerst meetrainen met de A-kern. Een paar maanden later debuteerde hij voor de kustploeg. Hij speelde er tot zijn driëntwintigste in derde, tweede, eerste en terug tweede klasse. Tijdens de winterstop van het seizoen 2005/06 verhuisde hij naar eersteklasser Cercle Brugge. Zijn beste positie is centraal achterin, maar hij kan ook uit de voeten als rechtsachter. Portier verlengde op het einde van het seizoen 2007-2008 zijn contract bij Cercle tot medio 2012.
Sinds het seizoen 2013-2014 speelt Portier voor Royale Union Saint-Gilloise in derde klasse B als centrale verdediger.
Hij heeft een eigen fanclub, die naar hem genoemd is, De Portiervrienden. De fanclub ligt in Middelkerke, waar Portier opgroeide.

## Statistieken
| seizoen | club                        | land   | competitie         | wed. | goals |
| ------- | --------------------------- | ------ | ------------------ | ---- | ----- |
| 1999-00 | KV Oostende                 | België | Tweede Klasse      | 1    | 0     |
| 2000-01 | KV Oostende                 | België | Tweede Klasse      | 10   | 0     |
| 2001/03 | KV Oostende                 | België | Derde Klasse A     | 6    | 0     |
| 2003/04 | KV Oostende                 | België | Tweede Klasse      | 32   | 1     |
| 2004/05 | KV Oostende                 | België | Jupiler League     | 32   | 3     |
| 2005/06 | KV Oostende                 | België | Tweede Klasse      | 11   | 1     |
| 2005/06 | Cercle Brugge               | België | Jupiler League     | 14   | 0     |
| 2006/07 | Cercle Brugge               | België | Jupiler League     | 25   | 1     |
| 2007/08 | Cercle Brugge               | België | Jupiler League     | 33   | 3     |
| 2008/09 | Cercle Brugge               | België | Jupiler League     | 30   | 1     |
| 2009/10 | Cercle Brugge               | België | Jupiler League     | 13   | 2     |
| 2009/10 | Cercle Brugge               | België | Play-Off II A      | 5    | 0     |
| 2010/11 | Cercle Brugge               | België | Jupiler League     | 17   | 0     |
| 2011/12 | Cercle Brugge               | België | Jupiler League     | 16   | 1     |
| 2011/12 | Cercle Brugge               | België | Play-Off II A      | 10   | 1     |
| 2012/13 | Cercle Brugge               | België | Jupiler Pro League | 13   | 1     |
| 2013/14 | Royale Union Saint-Gilloise | België | Derde klasse B     | 29   | 2     |
| 2014/15 | FCO Beerschot Wilrijk       | België | Vierde klasse C    | 24   | 3     |
| 2015/16 | FCO Beerschot Wilrijk       | België | Derde klasse B     | 12   | 2     |
|         |                             |        | Totaal             | 333  | 22    |

## Erelijst
| Kampioen Vierde Klasse C | 1x | 2014/15 |
| Kampioen Derde Klasse B  | 1x | 2015/16 |